# Давид Еристави
Давид Еристави (на грузински: დავით ერისთავი) е грузински княз, общественик, публицист и театрален деец.

## Биография
Роден е на 9 септември (28 август стар стил) 1847 година в Тифлис в благородническо семейство. Учи в Одеския университет, но не се дипломира. От 1871 година работи като журналист в Тифлис, публикува публицистика, стихове и фейлетони, превежда руски и френски автори. Става един от основателите на Грузинското драматично дружество, като сам играе в театъра, пише и режисира пиеси.
Давид Еристави умира на 23 октомври (11 октомври стар стил) 1890 година в Тифлис.